# Неофіт VI Константинопольський
Патріарх Неофіт VI (грец. Νεόφυτος ΣΤ΄; ? — 1747) — єпископ Константинопольської православної церкви. Патріарх Константинопольський у 1734–1740 та 1743–1744 роках.

## Біографія
Майбутній патріарх Неофіт народився на острові Патмос.
У 1716 році, після обрання митрополита Кесарійського Єремії Вселенським патріархом, Неофіт був обраний на його місце. Будучи митрополитом Кесарійським, побудував багато храмів і відновив у 1728 монастир Святого Іоанна Предтечі в Цинсидері в Каппадокії.
27 вересня 1734 року був обраний Вселенським патріархом. Його обрання було пролобіюване фанаріотом Александром Гікасом, що поставило патріарха у його залежність.
У 1736 році видав указ, що встановлює обмеження на посаг відповідно до соціального порядку нареченого та нареченої.
У 1740 році Великий Візир Османської імперії Нішанджи Шехла Хаджи Ахмед-паша наказав скинути Неофіта з патріаршого престолу.
Через три роки, у травні 1743 року, Великий Візир Нішанджи Шехла Хаджи Ахмед-паша дозволив Неофіту знову стати патріархом, за умови, що Неофіт не вступатиме в контакт з Александром Гікасом. Але менш ніж через рік, Неофіт був повалений з престолу діями майбутнього патріарха Паїсія II.
Його патріаршество не було відзначено особливими подіями та реформами. Неофіт переважно займався чернечими питаннями. Вів листування з реформатором Моравської церкви Миколою Цинцендорфом.
Після скидання він був засланий на його рідний острів Патмос, де помер у лютому чи березні 1747 року.